# Nikołaj Gałuszkin
Nikołaj Wasiliewicz Gałuszkin, ros. Николай Васильевич Галушкин (ur. w 1893 r. w Petersburgu, zm. 6 lipca 1964 r. w Los Angeles) – rosyjski wojskowy (pułkownik), dowódca gwardyjskiej sotni 1 kozackiego pułku kawalerii, a następnie 1 batalionu 5 pułku Rosyjskiego Korpusu Ochronnego podczas II wojny światowej
Ukończył michajłowski korpus kadetów w Woroneżu, zaś w 1913 r. nikołajewską szkołę kawaleryjską. Brał udział w I wojnie światowej. Służył w 2 jekaterinodarskim pułku kawalerii Kozaków kubańskich. W 1916 r. przeszedł do służby w carskiej straży przybocznej. Od maja 1917 r. służył w gwardyjskim dywizjonie kawalerii Kozaków kubańskich. Był odznaczony Orderem Św. Jerzego. W 1918 r. przystąpił do kozackich oddziałów wojskowych białych. W tym samym roku awansował do stopnia esauła. Uczestniczył w tzw. I kubańskim marszu lodowym. Służył w Armii Ochotniczej, Siłach Zbrojnych Południa Rosji, a następnie Armii Rosyjskiej. W 1920 r. służył w gwardyjskim dywizjonie kawalerii. Po ewakuacji wojsk białych z Krymu w listopadzie tego roku, przebywał na wyspie Limnos, po czym zamieszkał w Królestwie SHS. W 1936 r. został w stopniu wojskowego starszyny nominalnym zastępcą dowódcy dywizjonu lejbgwardii kubańskich i terskich sotni. Po ataku wojsk niemieckich na Jugosławię i jej kapitulacji w kwietniu 1941 r., wstąpił do nowo formowanego Rosyjskiego Korpusu Ochronnego. Po pewnym czasie objął dowództwo gwardyjskiej sotni 1 kozackiego pułku kawalerii. W 1944 r. w stopniu pułkownika został dowódcą 1 batalionu 5 pułku. Po zakończeniu wojny wyemigrował do USA, gdzie został formalnie zastępcą dowódcy dywizjonu kawalerii carskiej straży przybocznej. W 1961 r. napisał książkę pt. "Собственный Его Императорского Величества Конвой". Zmarł 6 lipca 1964 r.